# Brochiraja aenigma
Brochiraja aenigma — вид хрящевых рыб рода Brochiraja семейства Arhynchobatidae отряда скатообразных. Обитают в западной части Тихого океана в водах Новой Зеландии. Встречаются на глубине до 437 м. Их крупные, уплощённые грудные плавники образуют округлый диск со треугольным рылом. Максимальная зарегистрированная длина 43,6 см. Откладывают яйца. Не являются объектом целевого промысла.

## Таксономия
Впервые вид был научно описан в 2006 году. Видовой эпитет происходит от слова лат. aenigma — «загадка». Известен по единственному экземпляру, назначенному голотипом, который представляет собой самку длиной 43,6 см, пойманную в области Норфолк Ридж (35°35′ ю. ш. 167°41′ в. д.) на глубине 422—437 м.

## Ареал
Единственная особь этого вида была поймана в водах Новой Зеландии на глубине около 437 м.

## Описание
Широкие и плоские грудные плавники этих скатов образуют округлый диск с широким треугольным рылом.  На вентральной стороне диска расположены 5 жаберных щелей, ноздри и рот. На тонком хвосте имеются латеральные складки. У этих скатов 2 редуцированных спинных плавника и редуцированный хвостовой плавник. Хвост очень длинный, с узким основанием, в 1,5 раза превышает длину диска, в 2,9 раз длину головы по вентральной стороне, в 6,8 длину рыла. Глаза довольно крупные, их диаметр в 2,4 раза больше расстояния от кончика рыла до глаз.  Дорсальная поверхность диска плотно покрыта чешуёй. Имеется срединный ряд хвостовых шипов. Орбитальные колючки отсутствуют. Вентральная поверхность голая. Окраска коричневатого цвета с крапинками. На вентральной стороне имеется ряд расширенных пор с бледной каймой. Грудные плавники образованы 73—74 лучами. Верхних зубных рядов 30. Максимальная зарегистрированная длина 43,6 см.

## Биология
Откладывают яйца, заключённые в четырёхконечную роговую капсулу.

## Взаимодействие с человеком
Эти скаты не являются объектом целевого лова. В ареале промысел глубже 500 м практически отсутствует. Данных для оценки Международным союзом охраны природы охранного статуса недостаточно.